# Luke mână rece
Luke mână rece sau "Luke mână moartă" (în engleză Cool Hand Luke) este un film dramatic american din 1967 cu Paul Newman în rolul principal, regizat de Stuart Rosenberg. Scenariul a fost adaptat de Donn Pearce și Frank Pierson după romanul lui Pearce. În film mai joacă George Kennedy, Strother Martin, J. D. Cannon și Morgan Woodward.

Afiș cinematografic de Bill Gold

Luke, un prizonier din Florida care refuză să se supună sistemului închisorii. Incapacitatea sa de a se conforma aseamănă personajul său din acest film cu Winston Smith din 1984, Randle McMurphy din Zbor deasupra unui cuib de cuci, Number Six din serialul britanic The Prisoner sau cu Jake Holman din The Sand Pebbles.
În 2005, Biblioteca Congresului Statelor Unite a selectat filmul în Registrul Național de Film ca fiind „semnificativ din punct de vedere cultural, istoric și estetic”.
Adaptare a romanului omonim al lui Donn Pearce. 
Film-cult despre libertatea individului și despre limite, cu o serie de scene antologice (vezi mâncatul ouălor), frate bun cu "Papillon"-ul lui Steve McQueen, Luke îi dă șansa lui Paul Newman să se reabiliteze după eșecul cu „Cortina sfâșiată”.
„Seducător film al spațiilor concentraționare, cu compoziții interpretative de mare forță expresivă. (...) Secvență rapel: descoperirea potențialului bucuriei muncii în scena turnării nisipului pe asfaltul încins.” - Tudor Caranfil - 2002 (Dicționar universal de filme)

## Prezentare
Luke Jackson a fost condamnat la 2 ani de pușcărie ducă ce a devastat bunuri publice, în stare avansată de ebrietate. La locul de pedeapsă, rebelul Luke își construiește o reputație de om dur și atrage mânia lui Dragline, șeful recunoscut al prizonierilor. După o confruntare între cei doi, aceștia devin prieteni și se ajută reciproc și se susțin în fața autorităților. Astfel începe o serie de acte de nesupunere și de sfidare. Mama lui Luke îl vizitează la pușcărie și mai târziu află că a murit. Acesta decide să evadeze. Luke este prins de două ori și devine astfel un fel de erou al condamnaților.

## Distribuție
- Paul Newman – Luke Jackson
- George Kennedy – Dragline
- J. D. Cannon - Society Red
- Lou Antonio - Koko
- Robert Drivas - Loudmouth Steve
- Strother Martin - Căpitanul
- Jo Van Fleet - Arletta
- Clifton James - Carr
- Morgan Woodward - Șeful Godfrey
- Luke Askew - Șeful Paul
- Marc Cavell - Rabbitt
- Richard Davalos - Blind Dick
- Robert Donner - Șeful Shorty
- Warren Finnerty - Tatoo
- Dennis Hopper - Babalugats
- John McLiam - Șeful Keen
- Wayne Rogers - Gambler
- Harry Dean Stanton - Tramp
- Charles Tyner - Șeful Higgins
- Ralph Waite - Alibi
- Anthony Zerbe - Dog Boy
- Buck Kartalian - Dynamite
- Joe Don Baker - Fixer
- Joy Harmon - fata , Lucille
- Andre Trottier - Dog Boy 2

## Premii și nominalizări

### Premiul Oscar
- Premiul Oscar pentru cel mai bun actor în rol secundar - George Kennedy (câștigat)
- Premiul Oscar pentru cel mai bun actor - Paul Newman (nominalizat)
- Premiul Oscar pentru cea mai bună coloană sonoră - Lalo Schifrin (nominalizat)
- Premiul Oscar pentru cel mai bun scenariu adaptat - Donn Pearce , Frank Pierson (nominalizat)

### Premiul Globul de Aur
- Premiul Globul de Aur pentru cel mai bun actor (dramă) - Paul Newman (nominalizat)
- Premiul Globul de Aur pentru cel mai bun actor în rol secundar - George Kennedy (nominalizat)

## Legături externe
- Cool Hand Luke în Catalogul Institutului American de Film
- Luke mână rece la Internet Movie Database
- Luke mână rece la TCM Movie Database
- Luke mână rece la Allmovie
- Luke mână rece la Rotten Tomatoes
- "Luke as Christ Figure" at Bible Films Blog